# Geraldine Finlayson
Geraldine Finlayson és directora del John Mackintosh Hall, així com directora de l'Institut d'estudis gibraltarenys i científica cap del laboratori del Museu de Gibraltar. Està casada amb el professor Clive Finlayson i té un fill.

## Vida acadèmica
Va obtenir el seu Ph.D. el 2008 per la Universitat de Anglia Ruskin, Cambridge, Regne Unit, on va presentar la tesi «Climate, vegetation and biodiversity: a multiscale study of the south of the Iberian Peninsula» (Clima, vegetació i biodiversitat: un estudi multiescalar del sud de la península Ibèrica).
Durant molts anys, la Dra. Finlayson estudia la presència de l'Home de Neandertal a Gibraltar, que ha realitzat diverses excavacions a la regió, incloent subaquàtiques.

## Sèrie de TV
Geraldine va fer una aparició com ella mateixa, en l'episodi 48 («Das dunkle Geheimnis der Neandertaler», 2012) de la primera temporada de la sèrie de televisió austríaca Terra Mater.

## Publicacions seleccionades
- Biogeography of human colonizations and extinctions in the Pleistocene (amb Clive Finlayson i Darren Fa) (anglès)
- The Homo habitat niche: Using the avian fossil record to depict ecological characteristics of Palaeolithic Eurasian hominins (amb Clive Finlayson et al.) Arxivat 2016-03-03 a Wayback Machine.  PDF(anglès)